# Les Dos Roques
Les Dos Roques és una roca situada a 1.035,3 metres d'altitud que es troba a l'antic municipi ribagorçà d'el Pont de Suert, de l'Alta Ribagorça. És al nord-est del Pont de Suert, molt a prop de la població. 200 metres a l'est es troba l'antic vilatge de Sueix.